# MIM-72 Chaparral
MIM-72A/M48 Chaparral —  американський самохідний зенітний ракетний комплекс на основі ракети AIM-9 Sidewinder. Пускова установка створена на базі БТР сімейства M113. Надійшла на озброєння Армії Сполучених Штатів у 1969 році та була знята з експлуатації між 1990 і 1998 роками.

## Розробка

### Mauler
Починаючи з 1959 року MICOM (Ракетне командування) армії США розпочало розробку зенітно-ракетної системи в рамках своєї програми «ППО передової зони протиповітряної оборони» (FAAD). Система відома як MIM-46 Mauler, базувалася на модифікованому шасі M113, де було розташовано велику поворотну стійку A-образної рами з дев’ятьма ракетами, а також радари дальнього пошуку та спостереження малої дальності. Робота мала бути майже повністю автоматичною, оператори вибирали цілі на дисплеї пошукового радара, а потім натискали «вогонь». Весь бойовий процес здійснюватиметься комп’ютером керування вогнем.
Під час тестування Mauler виявив численні проблеми. Багато з них були відносно незначними, включаючи проблеми з ракетними двигунами або опереннями на планері. Інші, наприклад проблеми з системами управління вогнем і наведення, виявилися складнішими для вирішення. Армійська стратегія з дослідження PENTANA середини 1950-х років базувалася на наявності вбудованої мобільної протиповітряної техніки, і затримки Mauler поставили всю цю програму під сумнів. Занепокоєння викликало те, що на озброєння надходило нове покоління радянських штурмовиків. З цих причин програму Mauler було скорочено ще в 1963 році та почали вивчатися альтернативи.

### IFAAD
Зусилля MICOM було спрямовано на можливість адаптації ракети ВМС AIM-9D Sidewinder для використання в класі «земля-повітря». Оскільки Sidewinder керувався інфрачервоним пристроєм наведення, його використанню не заважали б перешкоди на землі (Mauler мав радіолокаційне наведення. З іншого боку, ракеті потрібен був деякий час, щоб захопити ціль, а головки самонаведення того часу змогли захопити лише хвостову частину літака. Звіт MICOM був обережно оптимістичним, зробивши висновок, що Sidewinder може бути адаптований дуже швидко, хоча він матиме обмежені можливості.
Навколо Sidewinder розвинулась нова концепція, «Протиповітряна оборона передового району» (IFAAD). Основне занепокоєння полягало в тому, що на менших дистанціях ракета не встигне навести на ціль, перш ніж вилетить за межі радіусу дії, тому для задоволення цієї потреби було призначено другу машину, розташовану навколо гармати M61 Vulcan. Обидва будуть наводитися вручну, усуваючи затримку, необхідну системі керування вогнем для розробки рішення. Жодна концепція шасі не мала місця для пошукового радара, тому для цієї ролі була розроблена окрема радарна система з використанням каналу передачі даних.
Дослідження були завершені в 1965 році, і програму Chaparral було розпочато. Перші ракети XMIM-72A були поставлені в армію США в 1967 році. Ford розробив автомобіль M730, адаптований на базі M548, який є однією з багатьох версій широко використовуваного M113. Перший батальйон Chaparral був розгорнутий у травні 1969 року.
Невеликий районний радар для виявлення цілей, AN/TPQ-49 Forward Area Alerting Radar (FAAR), був розроблений у 1966 році для підтримки системи Chaparral/Vulcan, хоча FAAR транспортується Gama Goat і тому не підходить для використання в лінія фронту.

## Опис

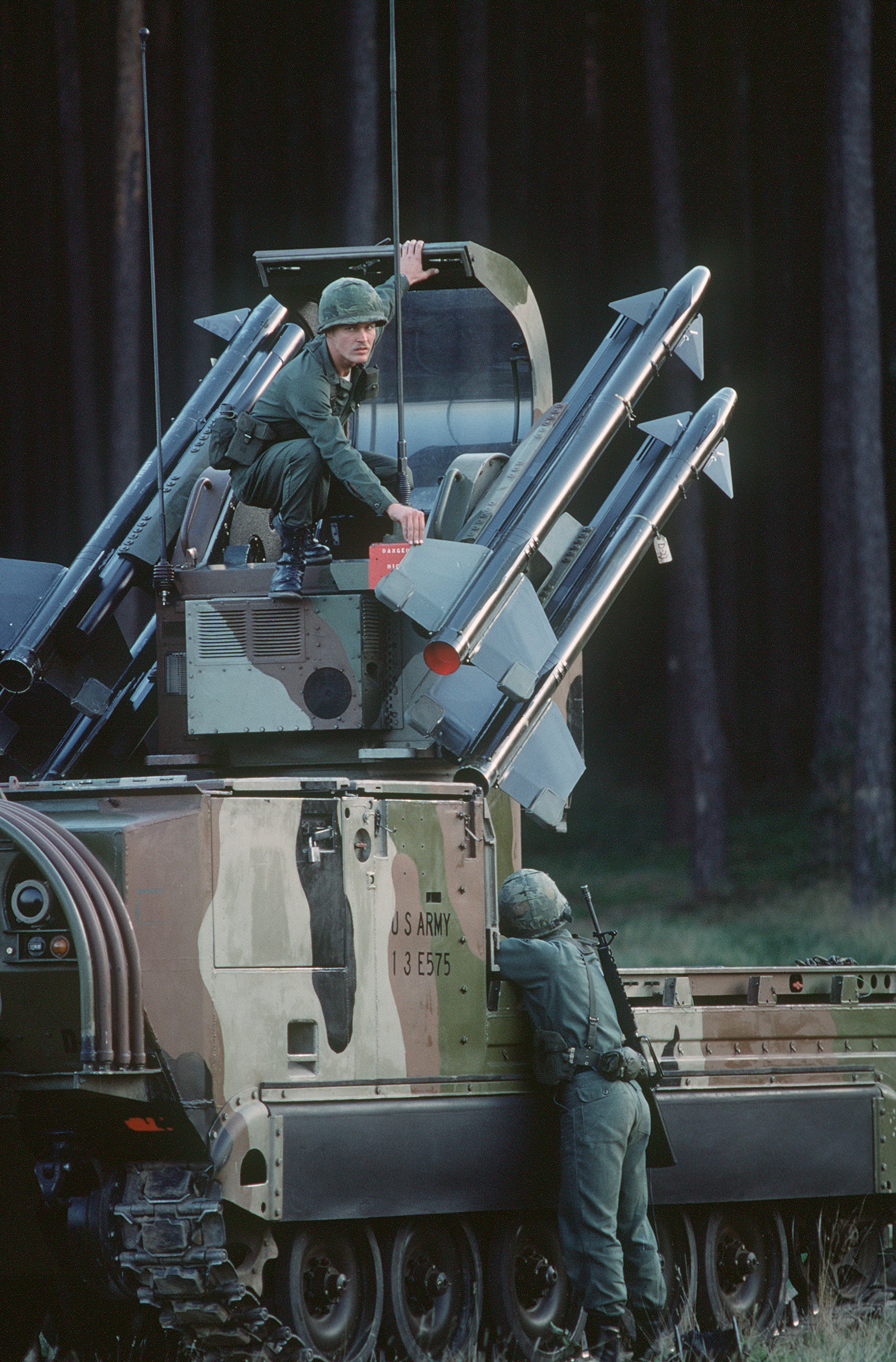
Chaparral армії США у 1977 році

Повна система була відома як M48 Chaparral Intercept-Aerial Guided Missile System,, що складається з пускової станції M54 на носії M730 (варіант M113). M730A1 мав покращення M113A2, тоді як M730A2 був модернізований до стандарту M113A3 разом із дизельним двигуном
Пускова установка мала повний поворот на 360 градусів і кут підйому +90/-9 градусів. Чотири ракети перевозилися на пускових рейках, вісім додаткових зберігалися під пусковою установкою зі знятими опереннями та крилами. Навідник сидів між ракетними парами на кріпленні, прицілюючись за допомогою простого рефлекторного прицілу. Допоміжний блок живлення забезпечує необхідну потужність для роботи установки, а повітряний охолоджувач забезпечує необхідне охолодження ГСН. На ранніх моделях силовим агрегатом був двоциліндровий бензиновий двигун потужністю 10 кінських сил, хоча на початку 1980-х його замінили на більш потужний дизельний двигун потужністю 30 к.с., значно покращивши доступну потужність та одночасно забезпечуючи сумісність палива з головним двигуном .

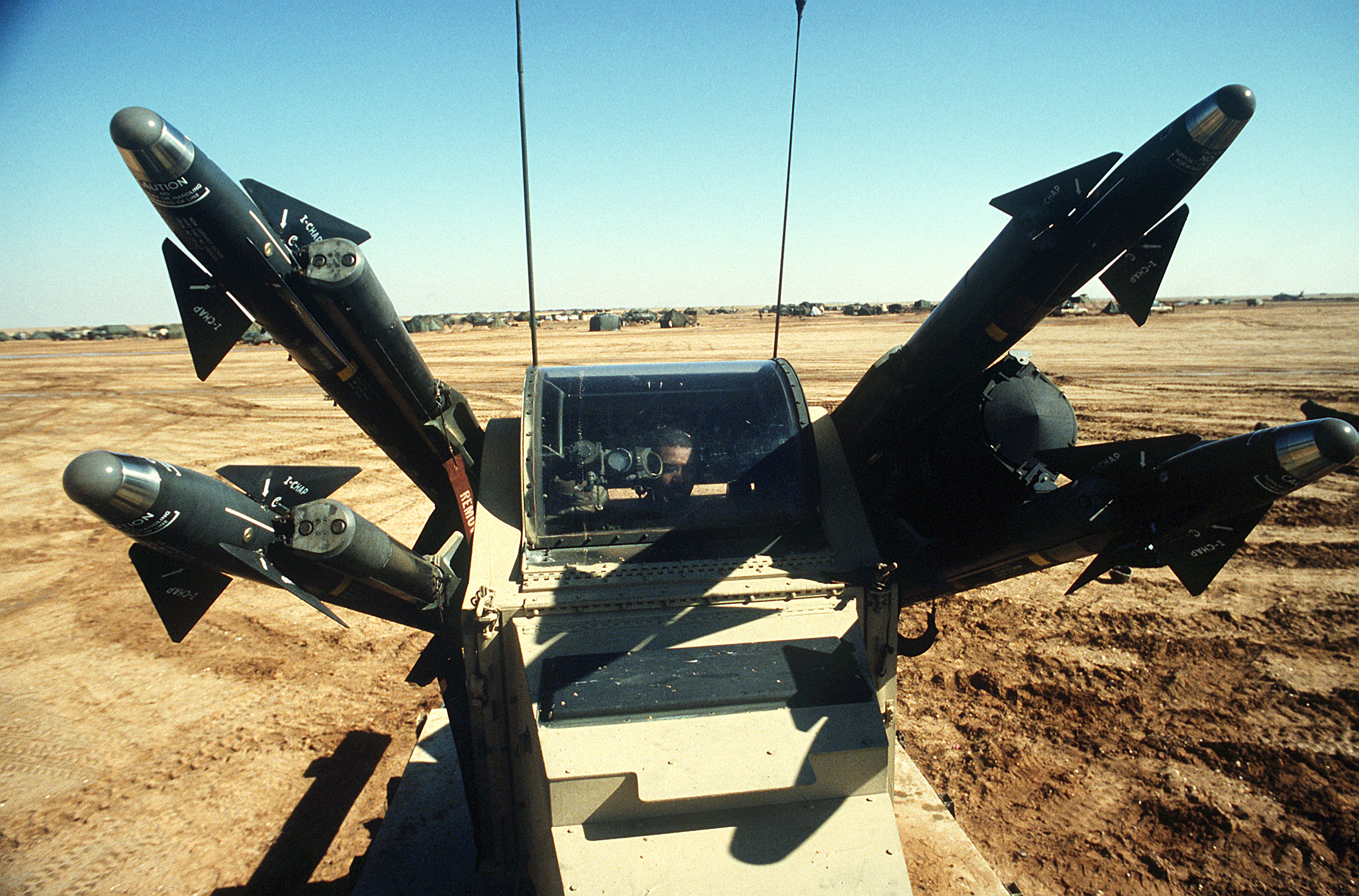
Ракетна система Chaparral, розгорнута для операції Desert Storm

У 1984 році було встановлено блок FLIR, щоб надати системі можливість працювати в будь-яку погоду, а також в ночі.
Ракета MIM-72A була заснована на AIM-9D Sidewinder. Основна відмінність полягає в тому, що для зменшення лобового опору лише два кіля на MIM-72A мають ролери, а два інших замінені фіксованими тонкими кілями. Твердопаливний ракетний двигун MIM-72 MK 50' був по-суті ідентичним MK 36 MOD 5, який використовувався в AIM-9D Sidewinder.
«MIM-72B» була навчальною ракетою з радіолокаційним підривником, заміненим інфрачервоною моделлю для використання проти безпілотників-мішеней.
У 1974 році був представлений MIM-72C, який використовував удосконалену ГСН AN/DAW-1B, а також новий доплерівський радіолокаційний підривник і осколкову боєголовку M250. Взриватель і боєголовка були адаптовані з попередньої програми Mauler. Моделі C були розгорнуті між 1976 і 1981 роками, досягши робочого статусу в 1978 році.
Також була розроблена морська версія ракети на базі версії ракети С – RIM-72C Sea Chaparral. Її не було прийнято на озброєння Військово-морського флоту США, однак здійснювався експорт до Тайваню.
MIM-72D був побудований для експорту, поєднуючи ГСН "А" з вдосконаленою боєголовкою M250.
MIM-72E кінця 1970-х років використовував бездимний двигун M121, який значно зменшив дим, що утворюється під час стрільби, що дозволяло легше здійснювати наступні постріли та ускладнювало ворожим літакам знайти місце запуску.
MIM-72F була експортною моделлю зі старим двигуном Mk 50 і ГСН AN/DAW-1.
MIM-72G було останнім оновленням системи. Гнучка самонаведення з розеткою Stinger POST була адаптована Ford до Chaparral у програмі, яка розпочалася в 1980 році. Покращена самонаведення AN/DAW-2 запропонувала велике поле огляду, а також здатність відкидати більшість факелів і контрзаходів. Усі існуючі ракети були оновлені наприкінці 1980-х років, а нові моделі G з’явилися в період між 1990 і 1991 роками. На той момент система вже була виведена зі служби армії та передана Національній гвардії.
Також було створено дві навчальні ракети «Trainer M30» і «Trainer M33». Ці тренажери, які використовувалися для практики завантаження, використовували інертні фіктивні компоненти, тому їх не можна було запустити. Для практики стеження тренажери можуть бути оснащені тактичними самонаведенням. M30 відтворював реальну версію "A" з використанням оригінальної головки самонаведення Mk28, тоді як M33 повторював "C" і пізніші версії і був оснащений серією самонаведення AN/DAW

## Варіанти
- MIM-72A Chaparral Original production missile.[3]
- MIM-72B Training missile.
- MIM-72C Improved Chaparral. Featuring an improved AN/DAW-1 guidance section, M817 directional doppler fuze and a M250 blast-fragmentation warhead.
  - RIM-72C Sea Chaparral. Naval version - Evaluated but not deployed by the US Navy. Adopted by Taiwan.
- MIM-72D Export version not used by the United States
- MIM-72E MIM-72C missiles retrofitted with a new M121 smokeless motor.
- MIM-72F Export version of the MIM-72C
- MIM-72G Fitted with a new AN/DAW-2 based on the seeker in the FIM-92 Stinger POST giving improved resistance to countermeasures. This was retrofitted to all Chaparral missiles during the late 1980s. New missiles were produced between 1990 and 1991.
- M30 Inert training missile based on MIM-72A
- M33 Inert training version of MIM-72C

## Оператори
- Еквадор[4]
- Єгипет[5]
- Марокко[4]
- Тайвань[4]
  - Корпус морської піхоти Республіки Китай — побудований на шасі M113
  - ВМС Республіки Китай — встановлено на фрегат класу Kang Ding, танкодесантний корабель типу Newport, Wu Yi-class нафтовик флоту та Pan Shi-class швидкісний бойовий корабель підтримки
- Туніс[4]

### Колишні
- Армія Сполучених Штатів[4] — усі підрозділи виведені з експлуатації до 1997 року.
- Ізраїль — здійснив єдине збиття системою в усьому світі: збитий був один сирійський МіГ-17, який брав участь в ударному вильоті на ізраїльські наземні сили на Голанських висотах у травні 1974 року. Знятий з експлуатації до 2003 року.[4]
- Португалія — отримано 34 системи (23 у версії A3 та 11 у версії A2).[6] Виведено з експлуатації до 2018 року

## Технічні характеристики
- Довжина: 2,90 м (9 футів 6 дюймів)
- Розмах крил: 63,0 см (24,8 дюйма)
- Діаметр: 127 мм (5,0 дюймів)
- Вага при запуску: 86 кг (190 фунтів)
- Швидкість: 1,5 Маха
- Діапазон: 180 м (590 футів) (мінімальна відстань постановки на охорону) до 5 км (3,1 милі)

##### Управління
- MIM-72A: ГСН Mk 28, лише пасивна інфрачервона головка з захватом хвоста літака.
- MIM-72C/E: AN/DAW-1B всеаспектний
- MIM-72G: сканування AN/DAW-2

##### Двигун
- MIM-72A/B/C/D/F: твердопаливний ракетний двигун MK 50 (12,2 kN (2700 lbf)) протягом 4,7 с
- MIM-72E/G: твердопаливний двигун M121

##### Боєголовка
- MIM-72A: 12,2 кг (27 фунтів) MK 48 безперервної стрижневої бойової частини з вибуховою речовиною PBXN-1 6,1 фунтів (2,8 кг)
- MIM-72C і пізніші: 25 фунтів (11 кг) осколкова боєголовка M250 з вибухівкою Octol вагою 6,6 фунтів (3,0 кг

## Дивись також
- AIM-9 Sidewinder
- FIM-92 Stinger
- FIM-43 Redeye
- AN/TWQ-1 Avenger
- Rapier (missile)

## Зовнішні посилання
- http://history.redstone.army.mil/miss-chaparral.html